# Giovanni Rovetta
Giovanni Rovetta (1596 – 23 oktober 1668) was een Venetiaans barokcomponist en zanger.

## Biografie
Giovanni Rovetta begon zijn muzikale loopbaan als jongenssopraan in de San Marco. Hij werkte daar van 1615 tot 1617 als lid van het orkest. In november 1626 werd hij tot vicekapelmeester benoemd. Dirigent in die tijd was Claudio Monteverdi, die Rovetta de fijne kneepjes van het dirigentschap leerde. Rovetta, ook wel "Signor Rueti" genoemd, nam de positie van Monteverdi in 1644 over en behield deze functie tot zijn dood in 1668.

## Invloed Monteverdi
De invloed van Monteverdi is in veel composities van Rovetta te horen. Een belangrijke impuls voor de carrière van Rovetta was een opdracht die de Franse ambassadeur in Venetië aan hem gaf in 1638: Rovetta kreeg de opdracht een muziekstuk te componeren voor de geboorte van de Franse kroonprins Lodewijk XIV. Vervolgens publiceerde hij zijn muziekcollectie Messa, e Salmi concertati dat twaalf psalmen en een Magnificat bevat. Hij publiceerde ook vier motetten en drie collecties van madrigalen. Verder componeerde hij twee opera's, die verloren zijn gegaan.

## Werken
- Motetcollecties
- Salmi concertati con motetti et alcune canzoni op. 1, 1626 opnieuw uitgegeven: Magni, Venetië (1641), in facsimile: Uitgeverij Bernd Becker, Christoph, Keulen (2007)
- Motetti concertati con le litanie della madonna et una messa concertata op. 3, Vincenzi, Venetië (1635) (zie afbeelding)
- Messa e salmi concertati op. 4, Vincenti, Venetië (1639)
- Motetti concertati con le letanie della madona op. 5, Vincenti, Venetië (1639), Christoph, Keulen (2007)
- Salmi aggiontovi un Laudate pueri & Laudate Dominum omnes gentes op. 7, Vincenti, Venetië (1642), Christoph, Keulen (2007)
- Salmi op. 8, Vincenti Venezia 1644, als facsimile: Uitgeverij Christoph Becker, Keulen (2007)
- Motetten, op. 10, Vincenti Venezia 1647, als facsimile: Uitgeverij Bernd Christoph Becker, Keulen (2007)
- Motetten, op. 11, Vincenti Venezia 1650, als facsimile: Uitgeverij Bernd Christoph Becker, Keulen (2007)
- O Maria, quam pulchra es, Edmund Bieler, Keulen (1996)
- Muziek Festival voor de geboorte van de Franse erfgenaam van de troon in 1638
- Twee opera's (1645-1650)
- Ercole in Lidia (1645 Venetië, Teatro Novissimo)